# Ätraforsdammen
Ätraforsdammen (lokalt: "Askomedammen") är sjö i form av en dämning av ån Ätran belägen i Falkenbergs kommun. Omkring 23 km uppströms utloppet vid Falkenberg har Ätrans ursprungliga fåra med fall och forsar dämts av och vattnet leds istället in i en cirka 250 meter lång grävd kanal vilken leder fram till vattenturbinintaget på Ätrafors kraftverk. Vattenmagasinet rymmer omkring 4 miljoner kubikmeter och har en yta av drygt 2 kvadratkilometer.
I anslutning till småorten Ätrafors finns en badplats bestående av parkeringsplats, badbrygga, grillplats och två beachvolleybollplaner. På grund av långvarigt eftersatt underhåll tvingades man cirka år 2010 att riva de toaletter och omklädningsutrymmen som fram till dess var uppförda i direkt anslutning till badplatsen, utan att återuppföras.

## Historia
Dammen har sedan invigningen 1918 utökats ytterligare två gånger; 1930 och 1943. Inte mindre än 24 gårdar berördes av de olika uppdämningarna; sjutton av dem i Okome socken och sju i Askome socken. Idag finns sju öar kvar som minnen av gårdarna, den största ön kallas i folkmun allmänt Kaninön och hör till Ledsgård i Askome. Övriga öar är jämförelsevis oansenliga, med en areal understigande 1 000 m².
Första etappen av dammbygget startade 1916 när Héroults Elektriska Stål köpte vattenfallet och startade damm- och kraftverksbygge (färdigt 1918) för att kunna bli självförsörjande till sin energikrävande produktion. Men bolaget gick i konkurs år 1921 varefter Yngeredsfors Kraft AB förvärvade anläggningarna och åren 1923-24 startade en omfattande påbyggnad av Ätraforsfallet och vattenmagasinet (färdigt 1930). År 1943 gjordes ytterligare en höjning av vattenmagasinet med 15 centimeter, vilken nivå vattenmagasinet ännu idag (2012) håller.

## Övrigt
Till dammens östra delar mitt emot byn Gällsås är det knutet en sägen om en gengångare, den så kallade Pella-Håke vilken gick vilse i en snöstorm år 1844 och vars röst ännu idag kan höras ropande över dammen som ett varsel inför annalkande oväder.

## Delavrinningsområde
Ätraforsdammen ingår i delavrinningsområde (632667-131258) som SMHI kallar för Utloppet av Ätraforsdammen. Medelhöjden är 76 meter över havet och ytan är 16,08 kvadratkilometer. Räknas de 106 avrinningsområdena uppströms in blir den ackumulerade arean 2 596,22 kvadratkilometer. Avrinningsområdets utflöde Ätran mynnar i havet. Avrinningsområdet består mestadels av skog (58 %) och jordbruk (20 %). Avrinningsområdet har 2,1 kvadratkilometer vattenytor vilket ger det en sjöprocent på 13 %.

## Bildgalleri

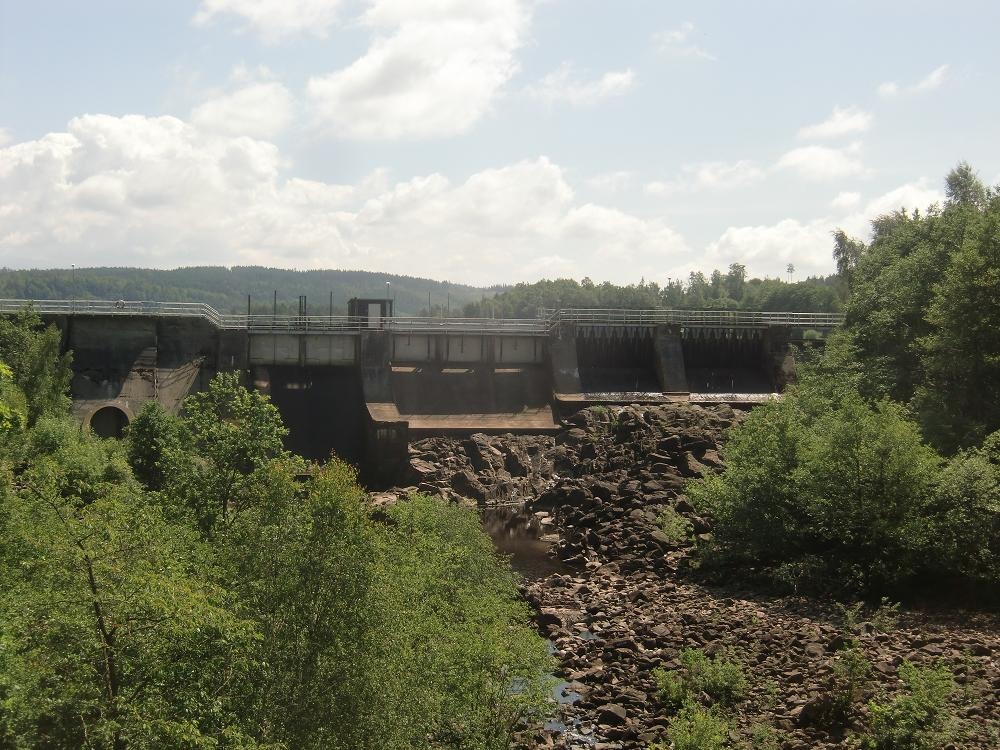
Fördämningen av Ätran vid Rävigeforsen
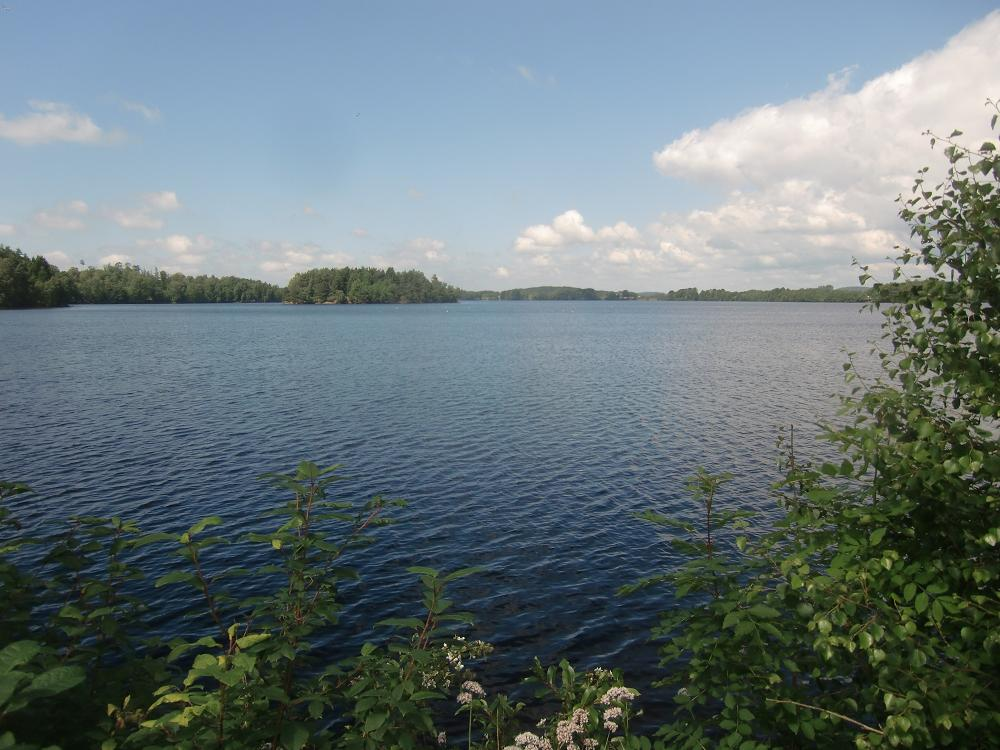
Ätraforsdammen med Kaninön till vänster sedd från Ledsgård i Askome